# أوكسنفري
أوكسنفري هي لعبة مغامرة رسومية خارقة للطبيعة طورها ونشرها استوديو المدرسة الليلية. أصدرت اللعبة أنظمة تشغيل ميكروسوفت ويندوز وإكس إوس، وإكس بوكس ون في يناير 2016. أصدر لبلاي ستيشن 4 ولينكس لاحقًا في عام 2016، تلتها إصدارات لأي أو اس وأندرويد ونينتندو سويتش في عام 2017. في أوكسنفري، يتولى اللاعبون دور الفتاة المراهقة أليكس في رحلة نهاية الأسبوع إلى جزيرة محلية. بعد وقوع أحداث تبدو خارقة للطبيعة، يتعين على «أليكس» وأصدقاؤها كشف أسرار الجزيرة.

أوكسنفري هي مغامرة رسومية تلعب من منظور 2.5 ، مع شخصيات ثلاثية الأبعاد تتنقل في بيئات ثنائية الأبعاد. يتحكم اللاعب في ألكس، وهو مراهق يزور جزيرة محلية مع مجموعة من الأصدقاء. بعد إطلاق العنان لقوة خارقة عن طريق الخطأ على الجزيرة، يجب على «أليكس» ورفاقه معرفة ماهية القوة وكيفية إيقافها.
| استقبال |                                                            |
| --- | ---------------------------------------------------------- |
| مجموع النقاط المجموع نقاط ميتاكريتيك PC: 80/100 [ 5 ] XONE: 78/100 [ 6 ] PS4: 79/100 [ 7 ] iOS: 87/100 [ 8 ] NS: 81/100 [ 9 ] نتائج المراجعة نشرة نقاط دستركتويد 9/10 [ 10 ] إلكترونك غيمينغ مونثلي 7.5/10 [ 11 ] غيم إنفورمر 7.75/10 [ 12 ] غيم ريفولوشن [ 13 ] غيم سبوت 8/10 [ 14 ] آي جي إن 8.2/10 [ 15 ] مجلة إكس بوكس الرسمية (المملكة المتحدة) [ 16 ] بي سي غيمر (الولايات المتحدة) 83/100 [ 17 ] بوليغون 7/10 [ 18 ] فيديو غيمر.كوم 8/10 [ 19 ] |                                                            |
| مجموع النقاط |                                                            |
| المجموع | نقاط                                                       |
| ميتاكريتيك | PC: 80/100 XONE: 78/100 PS4: 79/100 iOS: 87/100 NS: 81/100 |
| نتائج المراجعة |                                                            |
| نشرة | نقاط                                                       |
| دستركتويد | 9/10                                                       |
| إلكترونك غيمينغ مونثلي | 7.5/10                                                     |
| غيم إنفورمر | 7.75/10                                                    |
| غيم ريفولوشن | [ 13 ]                                                     |
| غيم سبوت | 8/10                                                       |
| آي جي إن | 8.2/10                                                     |
| مجلة إكس بوكس الرسمية (المملكة المتحدة) | [ 16 ]                                                     |
| بي سي غيمر (الولايات المتحدة) | 83/100                                                     |
| بوليغون | 7/10                                                       |
| فيديو غيمر.كوم | 8/10                                                       |